# عبدي ناجيي

عبدي ناجيي (مواليد 2 مارس 1989) هو منافس مسافات طويلة هولندي صومالي المولد،فاز بالميدالية الفضية في أولمبياد 2020.